# یوسفی
یوسفی نام خانوادگی افراد در ایران است. این نام خانوادگی به‌معنای «پسر یوسف» است.

## افراد
- غلامحسین یوسفی نویسنده و مترجم ایرانی
- غلامحسین یوسفی (شاعر)
- ارشاد یوسفی فوتبالیست ایرانی
- محسن یوسفی فوتبالیست ایرانی
- حسن یوسفی اشکوری کشیش ایرانی
- عزیز یوسفی مترجم و نویسندهٔ کرد